# Stanisławówka (Grodno)
Stanisławówka (biał. Станіславова) – zespół pałacowy podmiejskiej rezydencji, której właścicielem był król Stanisław August Poniatowski. Znajduje się na końcu obecnej ul. Timiriaziewa w Grodnie.

## Historia
Pałac wybudował specjalnie dla króla podskarbi litewski Antoni Tyzenhauz w latach 60. lub 70. XVIII wieku. Projektantem był włoski architekt Giuseppe de Sacco. Po rozbiorach Rosjanie skonfiskowali majątek. W 1814 roku pałac odkupił gubernator grodzieński książę Franciszek Ksawery Drucki-Lubecki. Należał on do Druckich-Lubeckich do 1939 roku. Po 1945 roku władze białoruskie przebudowały pałac na szkołę rolniczą, zniekształcając zabytkową bryłę poprzez dobudowę drugiego piętra i zamurowując arkadowy parterowy portyk. Pierwotnie piętrowa była tylko trójosiowa część środkowa.
Od 1951 r. teren i budynek należą do Uniwersytetu Rolniczego w Grodnie, gdzie istnieje oddział Wydziału Agronomii.

## Architektura
Budynek na rzucie prostokąta ma dwa piętra oraz ryzalit w części środkowej. Attyka ozdobiona jest inicjałami SAR (Stanislaus Augustus Rex - Stanisław August Król) i królewską koroną. We wnętrzach zachował się westybul z dwoma kominkami w stylu neogotyckim z końca XIX wieku i dwie duże sale. Przed pałacem stoją dwie oficyny na planie prostokąta, nakryte wysokimi czterospadowymi dachami.
W pobliżu znajduje się też 3 ha park, brama, mur i zabudowania folwarczne.
W Grodnie dla króla wybudowano jeszcze dwie rezydencje:
- Pałac Poniemuń w południowo-wschodniej części miasta
- Pałac Augustówek leżący po drugiej stronie Niemna

## Galeria

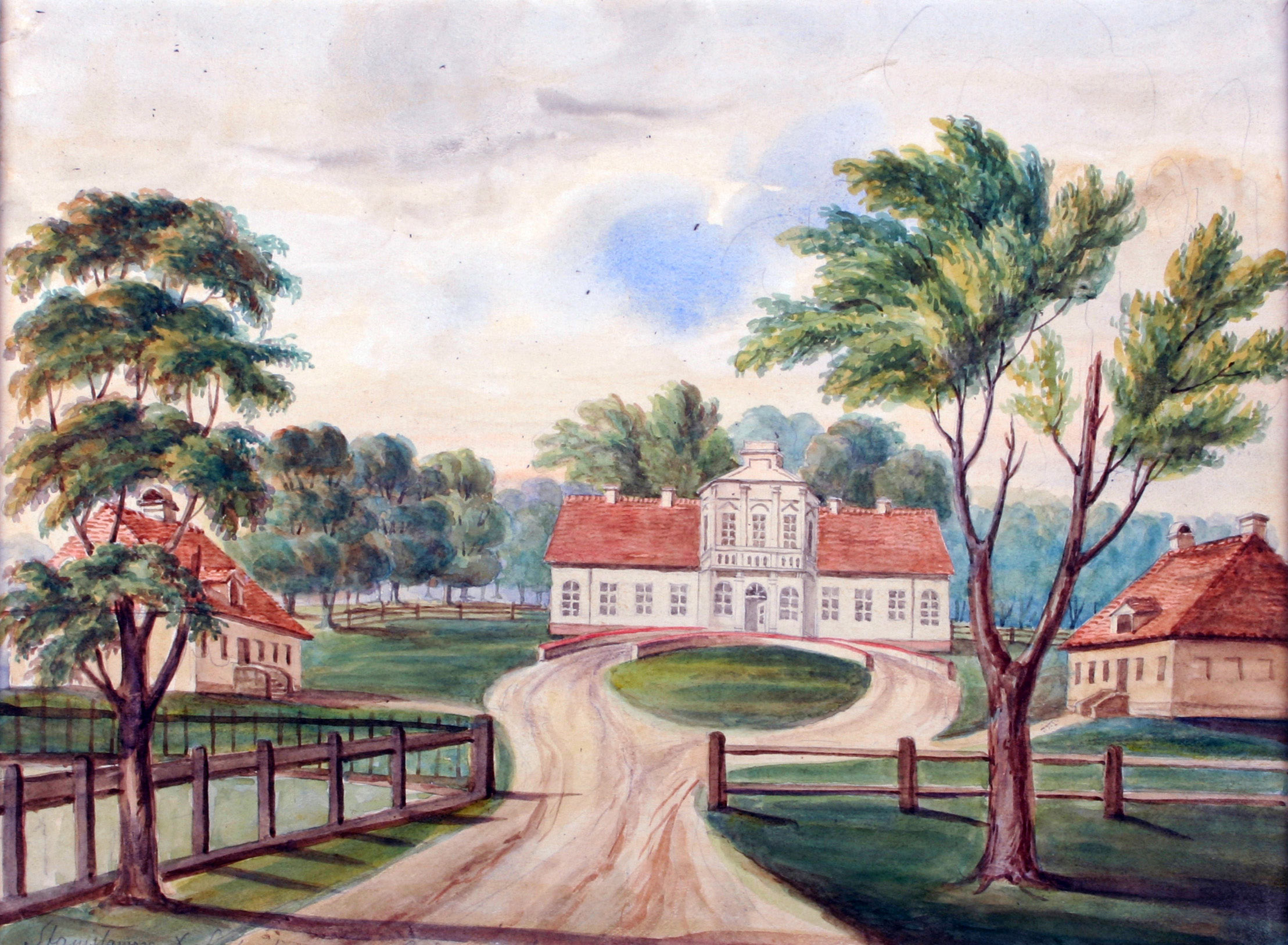
Pałac na obrazie Napoleona Ordy w XIX wieku
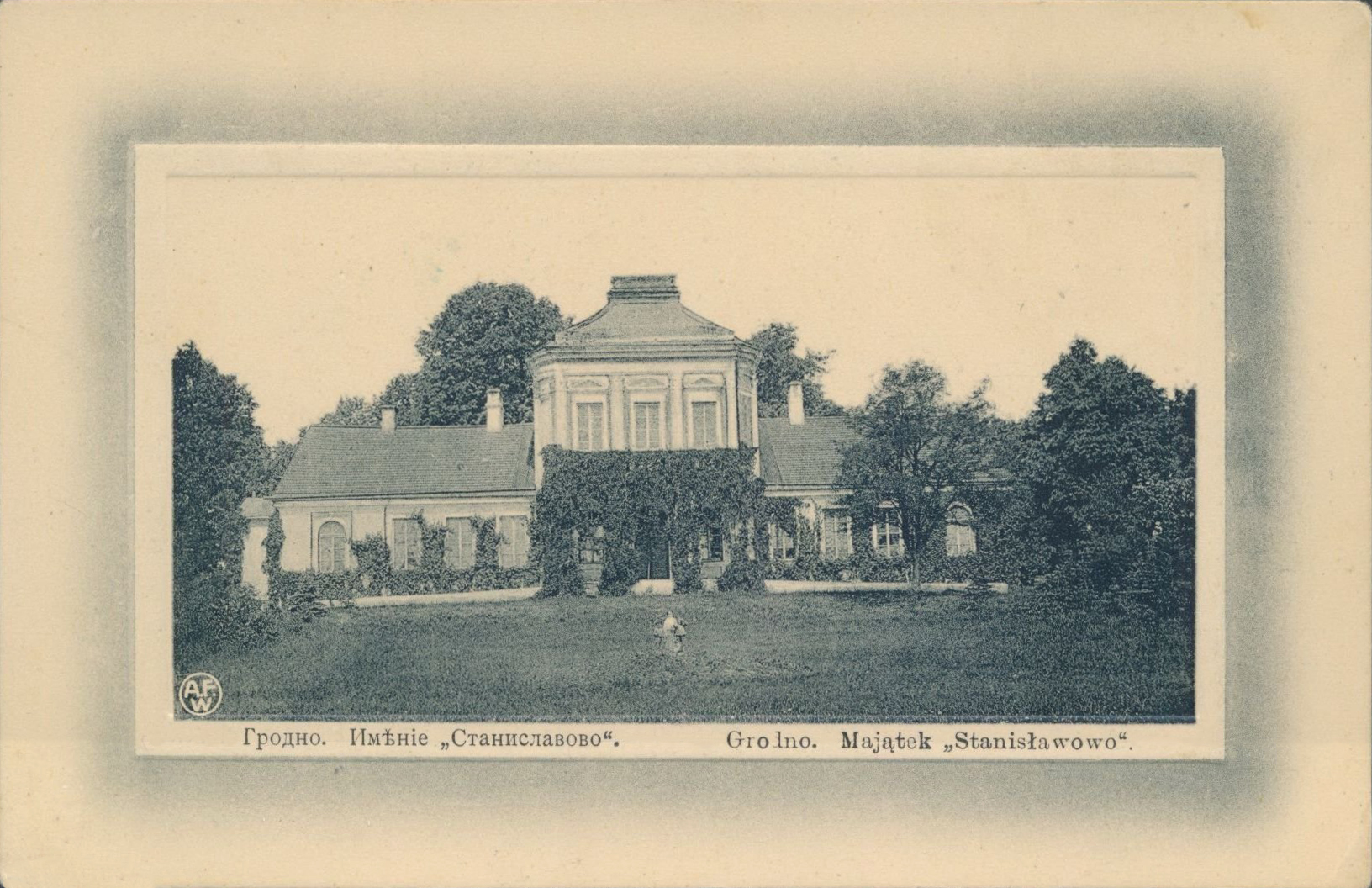
Pałac przed 1914 rokiem
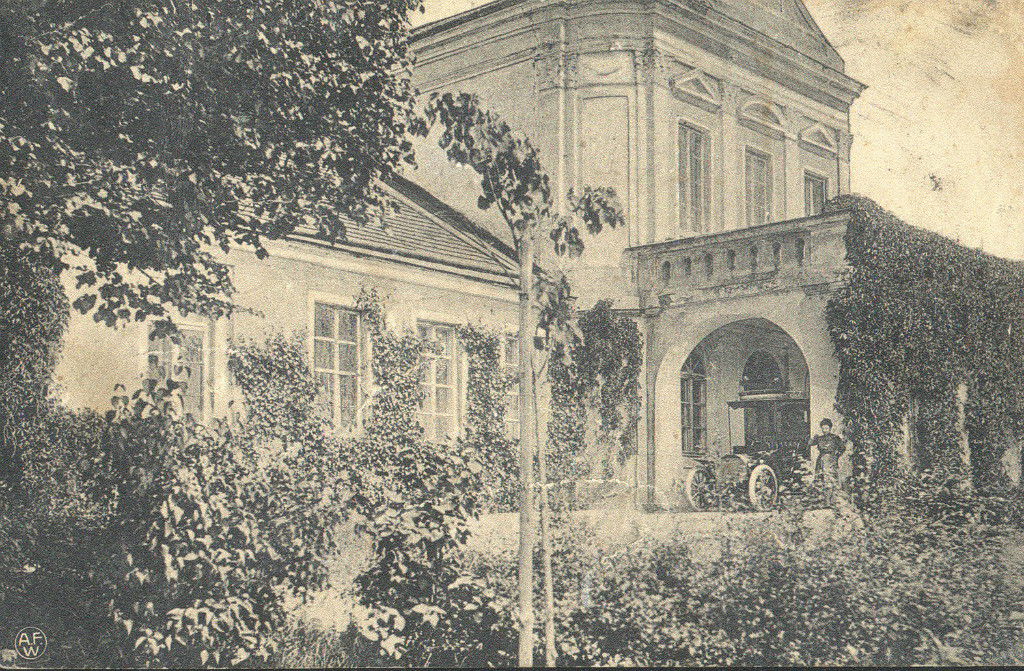
Pałac przed 1914 rokiem